# 미스미촌 (시마네현)
미스미촌(三隅村)은 시마네현 나카군에 설치되었던 촌이다. 현재의 하마다시에 해당한다.

## 역사
- 1889년 4월 1일 - 정촌제 시행에 의해 나카군 오카자키촌이 성립하였다.
- 1892년 10월 5일 - 미스미촌으로 개칭되었다.
- 1927년 4월 1일 - 니시즈미촌과 합병해 미스미정이 신설하여 페지되었다.

## 참고문헌
- 角川日本地名大辞典 32 島根県
- 『市町村名変遷辞典』東京堂出版、1990年。